# Komnata

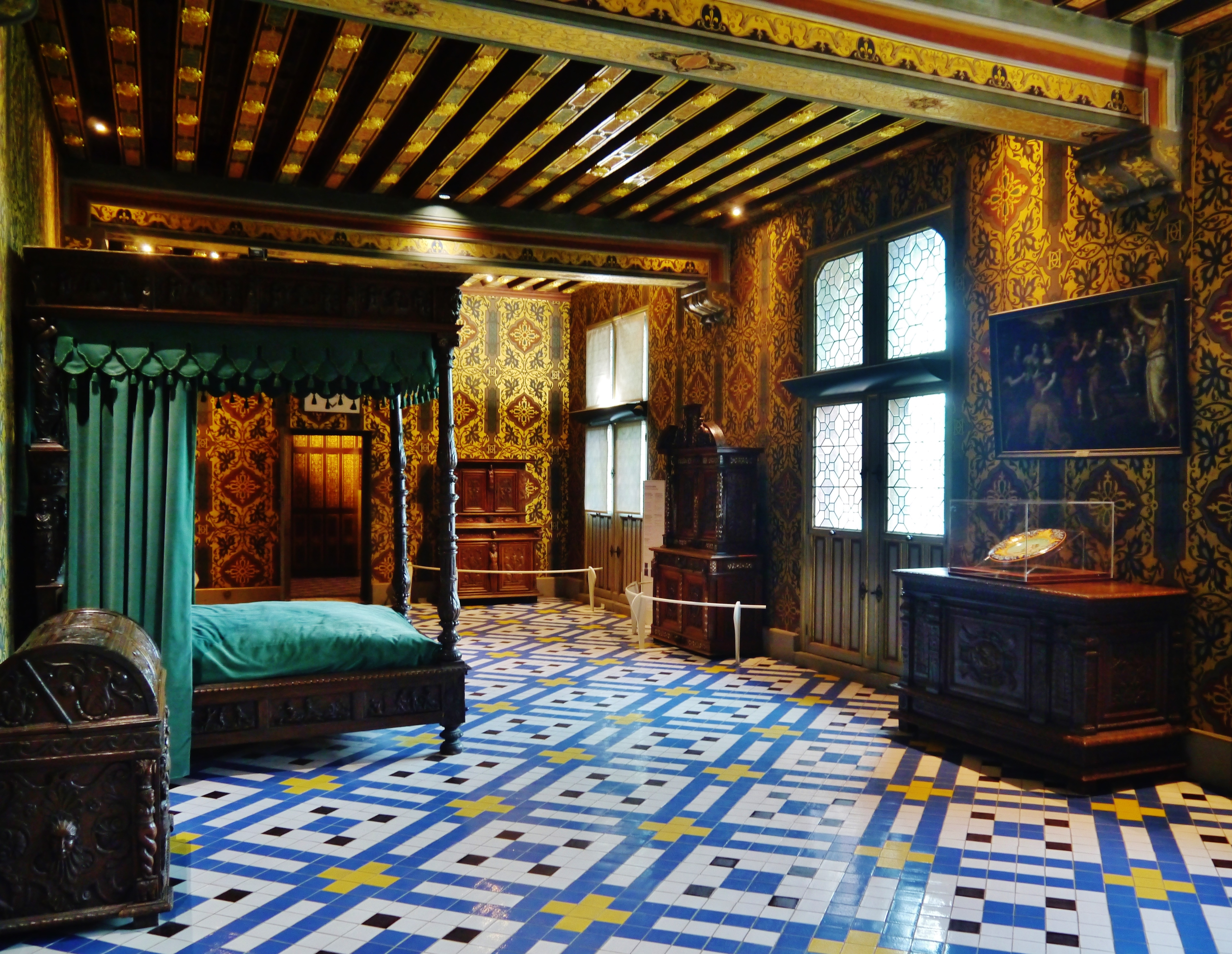
Zamek w Blois, komnata

Komnata (wł. caminata – izba z piecem) – do XVI wieku termin stosowany do określenia izby mieszkalnej lub pokoju ogrzewanego kominkiem, najczęściej w odniesieniu do wnętrz zamkowych i pałacowych, obecnie w odniesieniu do sal reprezentacyjnych i pokoi mieszkalnych znajdujących się na zamkach, w pałacach, dworach z czasu gotyku i renesansu. Są to wnętrza urządzone z przepychem, o bogato dekorowanych ścianach i sufitach.